# Exochus rectus
Exochus rectus är en stekelart som beskrevs av Valentina I. Tolkanitz. Exochus rectus ingår i släktet Exochus och familjen brokparasitsteklar. Inga underarter finns listade i Catalogue of Life.